# محرك بحث ياندكس
محرك بحث ياندكس (بالإنجليزية: Yandex Search)‏ هو محرك بحث مملوك للشركة الروسية ياندكس وهو المنتج الأساسي من ياندكس، في يناير 2015 كان بحث ياندكس حاصل على 51.2 في المئة من مجمل حركة البحث في روسيا وفقا لتقارير ليف إنترنت.

## نبذة تاريخية
تقنية ياندكس للبحث توفر نتائج بحث محلي لأكثر من ألف وأربعمائة مدينة، بحث ياندكس له ميزات مثل البحث المتوازي والذي يقدم نتائج من كلى فهرس الشبكة الرئيسي ومصادر المعلومات المتخصصة التي تشمل الأخبار والمدونات والتسوق والصور والفيديو وصفحات الويب المفردة.
محرك بحث ياندكس سريع الاستجابة في وقت العمل الحقيقي (real-time) للإستعلامات (queries) ويعرف متى تحتاج هذه الإستعلامات لأحدث البيانات، مثل الأخبار عاجلة (breaking news) وأخر المقالات المختصرة على تويتر عن موضوع معين كما أنه يحتوي على بعض الميزات الإضافية مثل معالج الإجابات (Wizard Answer) الذي يوفر معلومات إضافية (على سبيل المثال، والنتائج الرياضية)، وميزة المدقق الإملائي (Spell checker) وميزة الإكمال التلقائي (autocomplete) وهو يقترح إستعلامات كما تكتب (queries as-you-type) وميزة مضاد الفيروسات الذي يكتشف البرامج الخبيثة على صفحات ومواقع الويب، وغيرها من المميزات.
في مايو 2010، أطلقت ياندكس (yandex.com)، منصة للإختبار (بيتا beta testing) وتحسين البحث بغير اللغة الروسية.
نواتج البحث يمكن الوصول إليها من أجهزة الكمبيوتر الشخصية والهواتف المحمولة والأجهزة اللوحية وغيرها من الأجهزة الرقمية، بالإضافة إلى البحث على شبكة الإنترنت يوفر ياندكس مجموعة واسعة من خدمات البحث المتخصصة.
في عام 2009، أطلقت ياندكس ماتريكس نت (MatrixNet) طريقة جديدة لتعلم الألة (machine learning) التي حسنت بشكل كبير من أهمية نتائج البحث والتي سمحت لمحرك بحث ياندكس أن يأخذ في الإعتبار عدداً كبيراً جداً من العوامل عندما يتخذ القرار حول أهمية نتائج البحث.
تقنية أخرى، الطيف أو سبكتروم (Spectrum) أطلقت في عام 2010 سمحت بتخمين الإستعلامات الضمنية وإرجاع نتائج بحث مطابقة، النظام يقوم اتوماتيكيا بتحليل بحث المستخدمين ويحدد الأشياء مثل أسماء الأشخاص والأفلام أو السيارات، نسبة من نتائج البحث تختلف حسب نوايا المستخدم وهي مبنية على على طلب المستخدمين لهذه النتائج.